# 馬代特人
馬代特人（英文當中又寫作，阿拉伯語： / 美國圖書館協會-國會圖書館轉寫：）是歷史上曾經居住在土耳其努爾山脈高地一帶的族群。馬代特人是信奉一性論或一志論的早期基督徒，可能與馬龍尼人存在關聯，但未被證實。人們對馬代特人的種族身份知之甚少，衹是推測他們擁有波斯人或亞美尼亞人血統，而其他看法則認爲其最早源自黎凡特乃至阿拉伯半島。該族群的阿拉伯語名稱「al-Jarājimah」指出他們當中的部分人來自奇里乞亚一個叫做加爾吉姆（Jurjum）的城鎮，據傳這些人當中包括經由暴亂而逃亡的奴隸與農夫，曾經宣稱擁有從「聖城」到「黑山」的一片土地。